# Hans Kiefner
Hans Kiefner (* 30. April 1929 in Blaubeuren; † 15. Juni 2021) war ein deutscher Jurist.

## Leben
Kiefner absolvierte von 1950 und 1955 ein neunsemestriges Jurastudium an den Universitäten Tübingen und Heidelberg. Nach der Promotion in München 1959 machte er 1960 das Assessor-Examen in München. Von 1960 bis 1963 war er Assistent an der Uni München und habilitierte dort 1963 in den Fächern Römisches Recht und Bürgerliches Recht. Im Wintersemester 1963/64 war er akademischer Rat an der Universität Tübingen. Zu dieser Zeit galt er als führender Vertreter der mittleren und neueren Privatrechtsgeschichte.
Von 1964 bis 1994 lehrte er als Professor für Bürgerliches Recht, Römisches Recht und Privatrechtsgeschichte an der Universität Münster. Er war Direktor des Instituts für Kirchenrecht sowie des Instituts für Rechtsgeschichte und 1971/1972 Dekan der rechtswissenschaftlichen Fakultät. Kiefners Forschungsschwerpunkte waren Kirchenrecht und dessen Geschichte, die Privatrechtsgeschichte des 18. und 19. Jahrhunderts sowie das Römische Recht im Mittelalter. Weiterhin interessierte er sich speziell für Friedrich Carl von Savigny. Hohe Aufmerksamkeit erhielt seine Untersuchung des „Städel-Falls“. Im Juni 1994 wurde er emeritiert. Hans Kiefner starb Mitte Juni 2021 im Alter von 92 Jahren.

## Publikationen (Auswahl)
- Geschichte und Philosophie des Rechts bei A. F. J. Thibaut. Zugleich Versuch eines Beitrags über den beginnenden Einfluß Kants auf die deutsche Rechtswissenschaft. München 1959, OCLC 73866318.
- Neugefundene Inschriften aus Noricum. In: Zeitschrift der Savigny-Stiftung für Rechtsgeschichte. Romanistische Abteilung. 80, Nr. 1 1963, S. 354–362.
- Zur Gedruckten Codexlectura Des Jacques De Revigny. In: Tijdschrift voor rechtsgeschiedenis. 31, Nr. 1 1963, S. 5–38.
- Klassizität der 'probatio diabolica'? In: Zeitschrift der Savigny-Stiftung für Rechtsgeschichte. Romanistische Abteilung. 81, Nr. 1 1964, S. 212–232.
- Ideal wird, was Natur war. In: Quaderni Fiorentini per la Storia del Pensiero Giuridico Moderno. 9 1980, 515–522.
- Das Städel'sche Kunstinstitut-Zugleich zu C. F. Mühlenbruchs Beurteilung eines berühmten Rechtsfalls. In: Quaderni Fiorentini per la Storia del Pensiero Giuridico Moderno. 11 1982, S. 339–397.
- Ubi Non Est Intellectus Ibi Non Est Sententia. In: Tijdschrift voor rechtsgeschiedenis. 60, Nr. 3–4 1992, S. 261–287.
- Deus in nobis – „Objektiver Idealismus“ bei Savigny. In: Zeitschrift der Savigny-Stiftung für Rechtsgeschichte. Romanistische Abteilung.112, Nr. 1 1995, S. 428–460.
- Ideal wird, was Natur war. Abhandlungen zur Privatrechtsgeschichte des späten 18. und des 19. Jahrhunderts. Goldbach 1997, ISBN 3-8051-0294-1.

Daneben verfasste er diverse Rezensionen, u. a. für: Gnomon, Rabels Zeitschrift für ausländisches und internationales Privatrecht oder der Zeitschrift der Savigny-Stiftung für Rechtsgeschichte. Romanistische Abteilung.